# Пахомов, Николай Павлович
Николай Павлович Пахомов (род. 7 апреля 1948) — советский и российский военачальник. Командир Беломорской военно-морской базы Северного флота (1994—2003), вице-адмирал (1996).

## Биография

### Ранние годы
Родился 7 апреля 1948 года в городе Усть-Каменогорске Восточно-Казахстанской области Казахской ССР.

### Образование
В 1971 году — Высшее военно-морское училище подводного плавания имени Ленинского комсомола
В 1982 году — Военно-морская академия имени Маршала Советского Союза А. А. Гречко
В 1978 году — Высшие специальные офицерские классы ВМФ
В 1989 году — Военная академия Генерального штаба Вооружённых Сил имени К. Е. Ворошилова

### Служба на флоте
В 1971 году — командир рулевой группы подводной лодки Б-46 проекта 641 69-й бригады подводных лодок Северного флота.
1971—1974 годы — командир минно-торпедной боевой части подводной лодки Б-105 проекта 641 69-й бригады подводных лодок.
1974—1975 годы — помощник командира подводной лодки Б-105.
1975—1977 годы — старший помощник командира подводной лодки Б-435 проекта 641 69-й бригады подводных лодок.
1978—1980 годы — командир подводной лодки Б-437 «Магнитогорский комсомолец» 69-й бригады 4-й эскадры подводных лодок Северного флота.
1982—1984 годы — заместитель командира 69-й бригады 4-й эскадры подводных лодок Северного флота.
1984—1987 годы — командир 69-й бригады 4-й эскадры подводных лодок Северного флота.
1989—1994 годы — начальник штаба Беломорской военно-морской базы Северного флота.
С 7 февраля 1991 года — контр-адмирал.
1994—2003 годы — командир Беломорской военно-морской базы Северного флота.
С февраля 1996 г. — вице-адмирал.
Допущен к самостоятельному управлению семью проектами дизельных и атомных подводных лодок.
Участник 9 дальних походов продолжительностью от 8 до 22 месяцев, а также других для несения боевой службы, выполнения задач боевой подготовки, решения специальных задач в различных районах Северного Ледовитого и Атлантического океанов, Средиземного моря. Принимал участие в деловых и официальных заходах в порты Египта, Алжира, Туниса, Ливии, Сирии, Анголы, Кубы, Италии, Югославии.

### После службы
С апреля 2003 года — в запасе.
С 2012 года-ведущий инспектор Группы инспекторов Объединённого стратегического командования Южного военного округа МО РФ.
Принимает активное участие в работе ветеранских организаций, в работе с молодёжью по патриотическому воспитанию.

### Семья
Женат, имеет сына и дочь.

## Награды
- Орден «За заслуги перед Отечеством» 4 степени (5.03.2001)[3].
- Орден «За военные заслуги»
- Орден «За службу Родине в Вооружённых Силах СССР» 3 степени
- Медаль «За укрепление боевого содружества»
- Юбилейная медаль «300 лет Российскому флоту»
- Медаль «Ветеран Вооружённых Сил СССР»
- Юбилейная медаль «50 лет Вооружённых Сил СССР»
- Юбилейная медаль «60 лет Вооружённых Сил СССР»[4]
- Юбилейная медаль «70 лет Вооружённых Сил СССР»[5]
- Медаль «За безупречную службу» I степени
- Медаль «За безупречную службу» II степени
- Медаль «За ратную доблесть»
- Медаль «Адмирал Кузнецов»
- Медаль «Адмирал Горшков»
- Нагрудный знак «За дальний поход»
- Почётный судостроитель России
- Удостоен наград и знаков отличия ведомственных общественных организаций